# Holker Hall

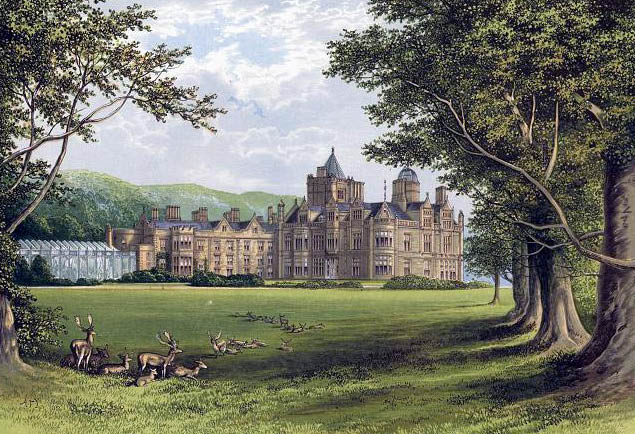
Holker Hall em 1880. A recentemente reconstruída ala Oeste fica à direita.

Holker Hall é um palácio rural inglês com um celebrado jardim, localizado na península de Cartmel, a qual era tradicionalmente parte do Condado de Lancashire, mas actualmente pertence ao Condado de Cumbria, na Inglaterra.

## História
Antes da dissolução dos mosteiros, em 1536 os terrenos nos quais Holker se estende pertenciam ao Priorado de Cartmel. Quando a terra foi posta à venda foi adquirida pela família Preston, que eram uns proprietários rurais estabelecidos na região. Desde aí passou por herança dos Prestons para os Lowthers e destes para os Cavendishes, nunca tendo sido vendido. 
Acredita-se que os Prestons fizeram de Holker a sua residência principal cerca de 1610. A propriedade foi brevemente sequestrada pelos Parlamentares durante a Guerra civil inglesa, mas foi restituída sob pagamento de uma fiança. O último proprietário da família Preston faleceu em 1697 e deixou o palácio à sua filha Catherine, que era casada com Sir William Lowther. O filho de Sir William, Sir Thomas, deixou jardins formais e adicionou uma ala Norte ao edifício. 
O terceiro e último Lowther a ter posse da propriedade foi um outro Sir William, que faleceu sem filhos antes de atingir trinta anos de idade, tendo deixado a propriedade ao seu primo, Lord George Augustus Cavendish, um dos filhos mais novos do 3º Duque de Devonshire, que serviu durante algum tempo como "Comptroller of the Royal Household", e que na sua maturidade se tornou "Father of the House of Commons". Lord George Augustus contratou John Carr para fazer alterações nas alas Este e Norte num Estilo Gótico, e substituiu os jardins formais por uma paisagem natural informal, começando dessa forma a evolução dos campos em direcção à sua actual forma. 
A propriedade passou pelas mãos de mais dois membros da família Cavendish até que em 1834 foi herdada por William Cavendish, 2º Conde de Burlington. O Conde reconstruiu o edifício entre 1838 e 1842 com a assistência do arquitecto local, Webster of Kendal. Holker Hall adquiriu uma aparência gótica por todo o lado, com a adição de chaminés ornamentais, cumeeiras e janelas com barras e traves. Os jardins também foram ampliados nessa época. Em 1858 o Conde tornou-se líder da família Cavendish, herdando o título de Duque de Devonshire, juntamente com Chatsworth House, o qual é um dos mais grandiosos palácios da Inglaterra, e várias outras residências. De qualquer forma, continuou a passar muito tempo em Holker, em parte por ficar próximo da cidade de Barrow-in-Furness, da qual ele possuía grande parte, e onde, numa incomum atitude para um proprietário rural vitoriano, fez vastos (e, no fim de contas, infrutíferos) investimentos em indústria pesada.
Em 1871 a ala Oeste, onde se encontravam os principais apartamentos da família, foi destruída pelo fogo. A maior parte do conteúdo perdeu-se, incluindo muitas das refinadas pinturas coleccionadas pelo segundo Sir William Lowther em meados do século XVIII. O Duque fê-la reconstruir essencialmente segundo o mesmo plano, mas num estilo mais grandioso. Foi descrita por Sir Nikolaus Pevsner como "a mais grandiosa do seu tempo em Lancashire, e além do mais feita pelos melhores arquitectos a viver no Condado, Paley e Austin. Este é o seu trabalho por excelência, arenito encarnado ao Estilo Isabelino." Os interiores são confortavelmente domésticos, bel iluminados e arejados, com muito apainelamentos de madeira; um descontraído refúgio de família feito por um homem cujas residência rural principal (Chatsworth House) e residência londrina (Devonshire House) eram opulentos palácios. O conjunto dos dois pisos principais desta ala estão actualmente abertos ao público, enquanto a família vive na parte mais antiga do edifício. Holker Hall passou mais tarde para Lord Richard Frederick Cavendish, um irmão mais novo de Victor Cavendish, 9º Duque de Devonshire, cujos descendentes, incluindo Hugh Cavendish, Barão Cavendish de Furness, ainda vivem lá.

## Jardins
O jardim de 25 acres de Holker Hall é um fino exemplo de jardim misto inglês, com elementos formais e informais de primeira ordem. Elementos característicos incluem um arboretum, fronteiras herbáceas, uma pedreira vitoriana e uma cascata de finais do século XX. O jardim alberga a Colecção Nacional de styracaceae. Em 1991 Holker o Prémio de Melhor Jardim da Associação das Casas Históricas e em 2002, a Grande Lima de Holker, a qual provavelmente data de inícios do século XVII, foi seleccionada como uma das 50 Grandes Árvores Britânicas em honra do Jubileu de Ouro da raínha Isabel II. O jardim combina-se com o parque de 200 acres circundante. A actual  Lady Cavendish, Grania, desenvolveu o jardim e também as facilidades de visita ao palácio.
O "Lakeland Motor Museum" está instalado em Holker Hall.